# Gisbert Palmié
Gisbert Palmié (* 19. November 1897 in  München; † 21. April 1986 in Murnau am Staffelsee) war ein deutscher Maler. Er war der Sohn des Münchener Landschaftsmalers Charles Palmié.
Gisbert Palmié erhielt seine Ausbildung an der Akademie der Bildenden Künste München bei den Professoren Adolf Hengeler und Ludwig von Herterich. In den 1930er Jahren wurde er dann vor allem für seine „arischen“ Frauenbildnisse bekannt. Er galt als Repräsentant der Antimoderne. Er war von 1939 bis 1944 auf allen Großen Deutschen Kunstausstellungen in München vertreten. Im Krieg diente er in München bei einer Dolmetscher- und Kriegsberichterstatterkompanie und zuletzt in der Truppenbetreuung in zahlreichen Lazaretten in Garmisch-Partenkirchen. Mehrere Bilder Palmiés mit Motiven aus dem Kaukasus lassen den Schluss zu, dass er auch in der Sowjetunion im Kriegseinsatz war. Palmié selbst war Mitglied der SA.
Nach dem Krieg lebte er bis 1957 in Garmisch-Partenkirchen und nach 1957 in Atlanta, Georgia (USA). Als Porträtmaler genoss er weithin Anerkennung. Vor allem Industrielle, Künstler und Frauen ließen sich von ihm gerne porträtieren. Seine Bilder von Richard Strauss, der US-Präsidenten John F. Kennedy und Lyndon B. Johnson sowie US-General George S. Patton erlangten Berühmtheit.

## Werke (Auswahl)
- Vor der Schlacht (Tafelbild, Öl; ausgestellt 1942 auf der Großen Deutschen Kunstausstellung in München; abgebildet u. a. der Nazi-General Egbert Picker)[2]
- Herbsttag im Kaukasus (Tafelbild, Öl; ausgestellt 1943 auf der Großen Deutschen Kunstausstellung in München)[2]